# 卡茲別科夫區

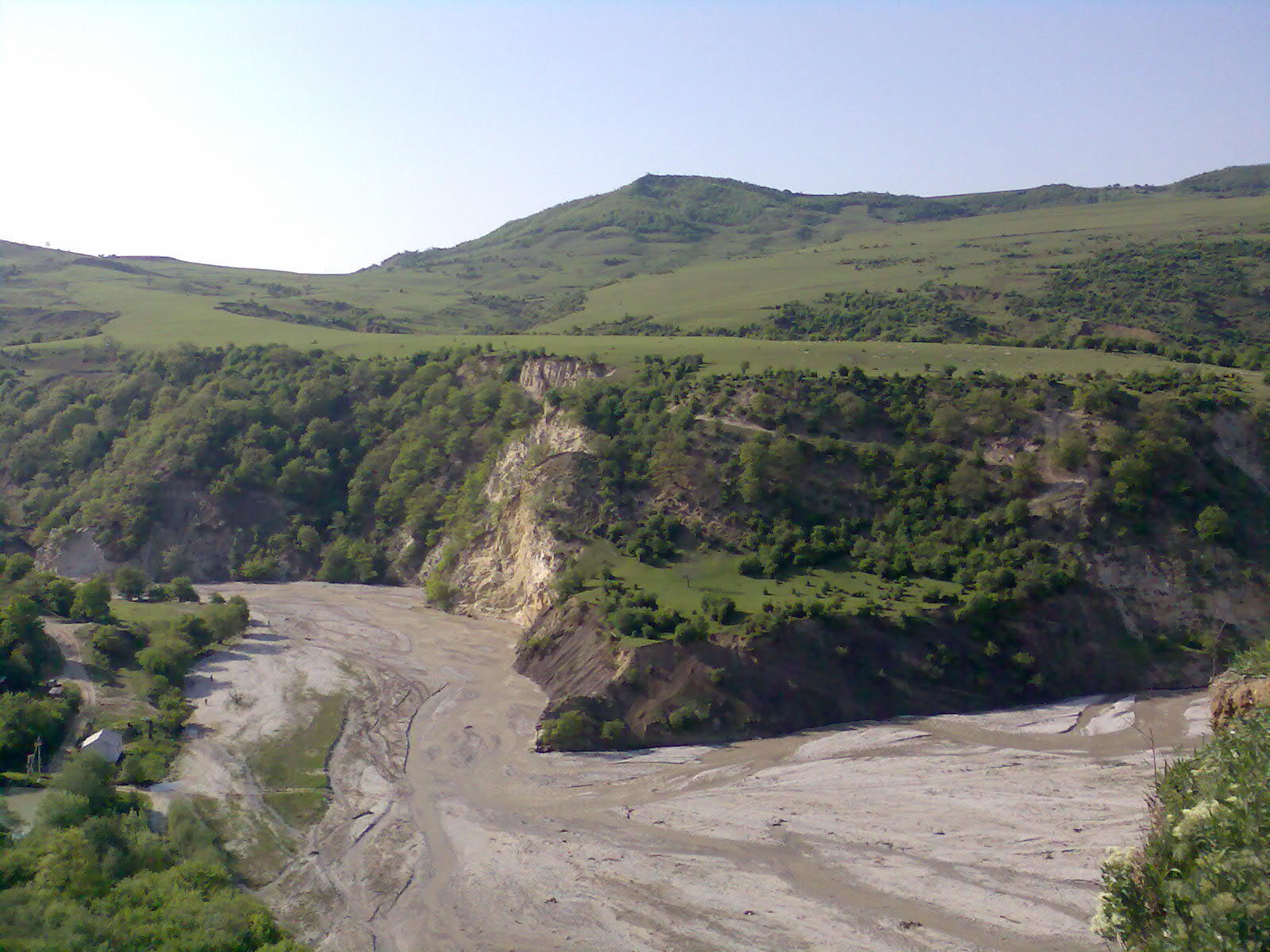

43°04′N 46°38′E / 43.067°N 46.633°E
卡茲別科夫區（俄语：Казбековский район），是俄羅斯的一個區，位於該國西南部，由達吉斯坦共和國負責管轄，面積560平方公里，2010年人口42,752，人口密度每平方公里76.34人。